# Olsenbanden gir seg aldri!
Olsenbanden gir seg aldri!, deutscher Festivaltitel: Die Olsenbande ergibt sich nie!, ist der elfte Film aus der Filmreihe der Olsenbande (Norwegen). Die norwegische Kriminalkomödie ist ein Film von Knut Bohwim und eine  Neuverfilmung des dänischen Filmes Die Olsenbande ergibt sich nie aus der Filmreihe zur Olsenbande und hatte in Norwegen am 25. August 1981 seine Vorpremiere zum Haugesund Festival, sowie seine Kinopremiere am 28. August 1981.

## Handlung

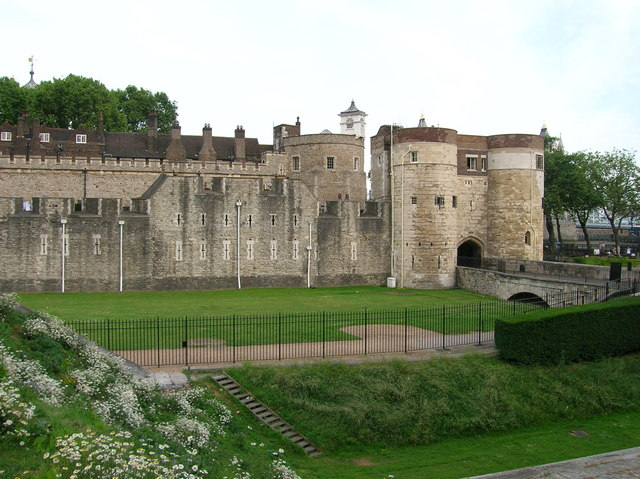
Egon und Benny dringen als verkleidete Beefeater in den Tower of London ein, um so an den roten Koffer mit den Dokumenten zu kommen.

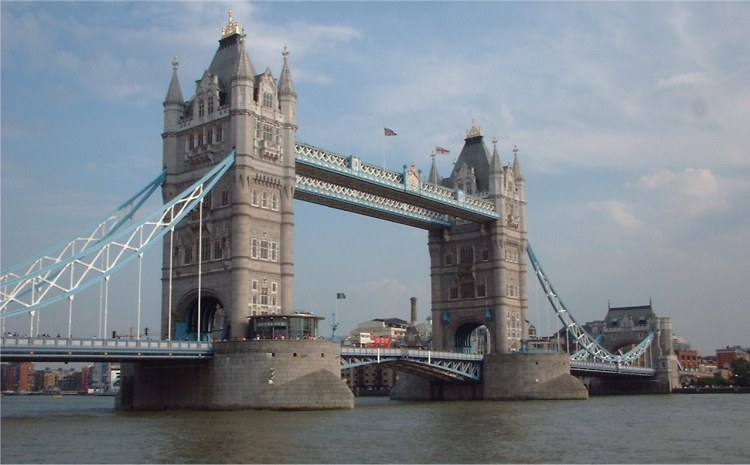
Die Olsenbande kommt auch nach London und nach ihren gelungenen Coup auch über die Tower Bridge.

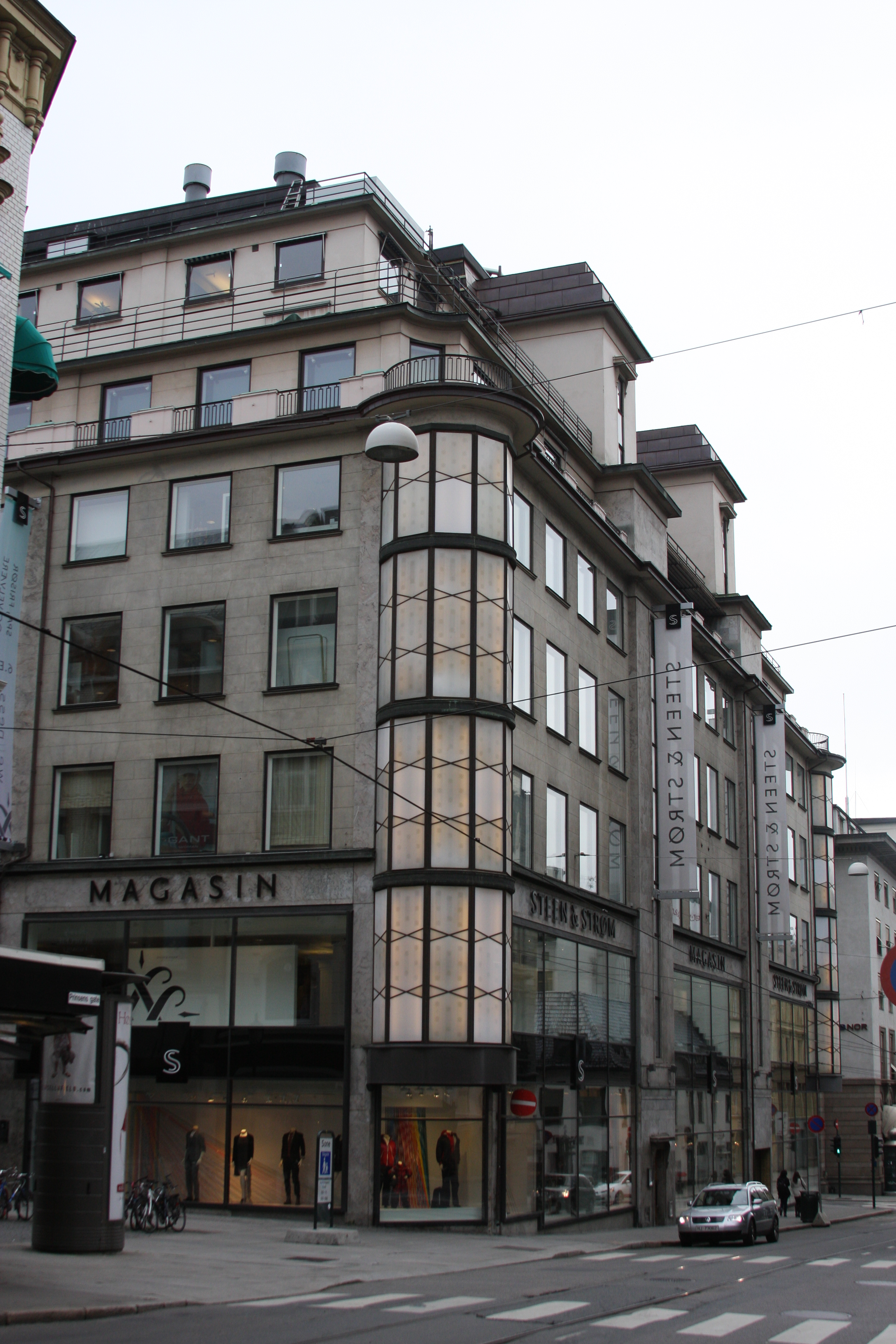
Das Osloer Kaufhaus Steen & Strøm will die Olsenbande über einen Aktienhandel erwerben.

Egon Olsen wird diesmal von Benny alleine vom Osloer Gefängnis abgeholt. Diesmal fahren sie aber nicht gemeinsam in Kjells Wohnung, sondern in die städtische Wohnung von Valborgs Schwester, wo sie dann ihren Plan besprechen wollen. Da Valborgs jüngere Schwester hochschwanger im Krankenhaus liegt, wohnt in der Zwischenzeit die Familie von Kjell Jensen dort. Kjell soll eigentlich mit Benny, die Wohnung von Valborgs Schwester renovieren. Valborg hat außerdem noch viele weitere "Tausend Dinge" zu erledigen, sowie  muss sie sich um die entsprechenden Vorbereitungen vor der Niederkunft ihrer Schwester kümmern. Egon ist aber auch nach seiner Haftentlassung wie verändert: Er hat im Gefängnis einen Management-Kurs besucht und will sich nun an modernen Finanzgeschäften beteiligen. Sein Ziel ist es, an Aktien des renommierten Osloer Kaufhauses Steen & Strøm zu kommen. Die Aktienmehrheit daran gehört der Holdinggesellschaft TeamFinans, die seit langem rote Zahlen schreibt und daher ihre Geschäftsbücher fälscht. Egon hat den Auftrag, die echten Geschäftsbücher zu beschaffen und sie bei dem Bankier Bang-Johansen und dessen Angestelltem Hallandsen abzuliefern. Diese wollen daraufhin TeamFinans liquidieren und Egon mit den Aktien des Steen & Strøm bezahlen.
Valborg kommt dieser Plan sehr gelegen, da ihre jüngere Schwester ihr erstes Kind erwartet und sich verpflichtet ihr zu helfen. Ein Kaufhaus, ist sie außerdem der Überzeugung, habe alles, was sie oder auch so ein Baby braucht.
Dank Egons genialen Plans, gelingt der Olsenbande in kürzester Zeit der Coup bei TeamFinans. Egon liefert anschließend die echten Geschäftsbücher in Bang-Johansens Bankhaus ab. Bang-Johansen gehört einem europaweiten Ring von multinationalen Geschäftsleuten an, dem Steen & Strøm gehört und die im Auftrag von gewissen Politikern die Kontrolle von gewissen Wirtschaftszweigen übernehmen sollen. Von diesem Plan darf absolut nichts an die Öffentlichkeit dringen. Hallandsen und Bang-Johansen überschreiben Egon für hoch sensible Dokumente im Gegenzug, die Aktien für ihre zunächst scheinbar spekulativ „wertvollen“ Kapital-Gesellschaften, was allerdings später Olsen noch zum Verhängnis wird.
Bang-Johansen und Hallandsen halten jedoch ihr Wort gegenüber Egon nicht, stattdessen lässt Bang-Johansen das Kaufhaus Steen & Strøm kurzerhand schließen. Bang-Johansen will nach London reisen, um dort die Akten seinen Geschäftspartnern zu übergeben. Unterwegs zum Flughafen, wird er jedoch von Kjells „geborgten“ Frydenlund-Bier-Pferdefuhrwerk aufgehalten und Benny nimmt mit Hilfe eines Gabelstaplers sein Auto auf. Egon kann dann so den Dokumentenkoffer aus dem Kofferraum der Limousine stehlen. Als er daraufhin Hallandsen mit den Dokumenten konfrontiert, lässt dieser ihn kurzerhand vom Dummen Schwein kidnappen, um dann Egon mittels einer Sprengladung endgültig zu beseitigen. Kjell und Benny können ihn jedoch im letzten Moment befreien.
Egon hat aber einen neuen Plan und will nach London reisen, wo Bang-Johansen mit einem dubiosen englischen Geschäftspartner zusammentrifft. Um günstig für die Olsenbande an ein paar Flug-Tickets des Reiseveranstalters Saga zu kommen, verkleidet sich Kjell als Frau. Leider kann dann Kjell aber Norwegen nicht verlassen, weil er auf Grund seines uralten und abgelaufenen Reisepasses, nicht an der Passkontrolle vorbeigelassen wird. Egon und Benny reisen dadurch nun zwangsläufig alleine nach London, um die Akten, Bang-Johansen bzw. Mr. Smith während ihres informellen Treffens wieder abzunehmen. Anschließend will Bang-Johansen in Oslo wieder mit Hallandsen und seinen Geschäftsfreunden zusammenkommen. Nach den Bang-Johansen in London angekommen ist, geht er zunächst in das London Palladium, um sich dort mit seinem englischen Geschäftsfreund zu treffen. Egon und Benny bekommen jedoch vorerst keine Gelegenheit, an den roten Koffer heranzukommen. Nach der Übergabe des Koffers von Bang-Johansen, fährt sein englischer Geschäftspartner Mr. Smith zum Tower von London. Während Smith ohne weiteres den Weg zum Tower passieren kann, werden Egon und Benny von den Wachen, den Beefeaters aufgehalten. Der Engländer lagert dort den Koffer, in einem vergitterten Raum im Inneren des Towers ein. Um erstmal überhaupt an den Kontrollen vorbei und weiter in den Tower zu kommen, überlisten Benny und Kjell, zwei Beefeater-Wachen. Sie locken die zwei Beefeater-Wachen, zu einem Umtrunk mit einer Flasche Beefeater Gin in einen leeren Touristen-Reisebus und setzen diese anschließend K.O. sowie ziehen dann deren Uniformen an. Egon und Benny begeben sich nun so selber als Yeomen Warders des Tower aus und lösen, die vorherige Schicht ab. Mithilfe eines speziellen Legomobils öffnen sie im Tower eine weitere Tür und gelangen in das Innere des Towers. Der rote Koffer befindet sich dort zusammen mit mehreren Holzkisten Art & Kunst in einem vergitterten Raum. Egon und Benny behelfen sich hier mit Pfeil und Bogen und installieren so eine Seilvorrichtung durch die Vergitterung. Mittels eines aufgeblasenen Hellium-Luftballon, können sie dann den Koffer nun durch das Gitter bekommen.
Nachdem sie erfolgreich zurück in Oslo sind, bringt Egon den Koffer in Hallandsens Büro. Unerwartet taucht jedoch Kommissar Hermansen auf, der dort eine Durchsuchung wegen des Verdachtes auf Betrug von Bang-Johansen und Hallandsen vornimmt. Egon kann sich zwar rechtzeitig verstecken, der Koffer wird jedoch von Kriminalkommissar Hermansen beschlagnahmt.
Egon konnte jedoch dabei auch Hermansen belauschen, und somit hat er, als er auf seine Gefährten trifft, sofort wieder einen neuen Plan: Benny und Kjell gehen zuerst als Presseleute getarnt ins Polizeipräsidium, um für die Zeitung Monavisen ein Interview mit Hermansen zu führen. Benny stellt als vorgeblicher Journalist dem Kommissar einige Fragen. Anschließend geht Kjell mit Hermansen als vermeintlicher Pressefotograf vor das Polizeipräsidium, um dort mit ihm ein paar eindrucksvolle Fotos zu machen. Benny durchstöbert inzwischen das Kommissariat und stiehlt sich ein paar wichtige Polizeiakten zum „Fall Bang-Johansen“. Sie erfahren außerdem dabei, dass Hermansen den Dokumenten-Koffer zu einem Treffen des zuständigen norwegischen Ministers mit anderen Staatsmännern bringen soll. Dieses findet im Privathaus des zuständigen Ministers statt, wo am Abend  Hermansen dann dort mit dem Koffer erscheinen soll.
Der weitere Plan sieht vor, dass die Bande während dieses Treffens ins Haus des Ministers eindringt und dort sich die entsprechenden Dokumente stiehlt. Die Vorbereitungen für diesen Coup werden durch einen plötzlichen Anruf von Valborg unterbrochen: Die Geburt von Valborgs Neffen steht unmittelbar bevor. Hastig fährt Kjell deswegen im Voraus eilenden Gehorsam in die Frauenklinik, so dass Egon und Benny den Plan allein durchführen müssen. Wie sich herausstellt, hat Kjell einen für den Coup enorm wichtigen Steckschlüssel in seiner Tasche mitgenommen, weshalb Benny und Egon ihm nachfahren und die Tasche aus der Frauenklinik holen müssen.
Egons Plan besteht darin, mit Hilfe eines Panzers unbehelligt in das hermetisch abgesperrte Gebiet, um das Haus des Ministers eindringen zu können. Auf dem Militärgelände angekommen, versucht Egon einen der dort abgestellten 40-Tonnen-Panzer zu öffnen. Es stellt sich jedoch heraus, dass Benny nicht Kjells Tasche, sondern eine echte Hebammentasche aus der Geburtsklinik mitgenommen hat. Mit Hilfe einer Geburtszange gelingt es Egon aber dennoch, den Panzer zu öffnen. Es gelingt ihm und Benny tatsächlich, ohne Probleme bis zum Haus des Ministers zu fahren, wo sie Hermansen mit dem Kanonenrohr ihres Panzers einen leicht auf den Hinterkopf geben und so endlich den nun unbewachten Koffer, samt den Dokumenten mitgehen lassen. Als Egon damit am nächsten Tag bei Hallandsen auftaucht, erhält er jedoch eine Hiobsbotschaft: Die Verhandlungen sind geplatzt, der ganze Skandal wurde aufgedeckt und die Dokumente haben folglich ihren Wert verloren.
Als sich die Olsenbande verzweifelt und ohne Plan zu weiteren Beratungen zusammenfindet, taucht die Polizei auf. Egon wird aber durch den Kriminalassistenten Holm, wegen Betruges, Steuerhinterziehung und Konkursverschleppung verhaftet, da er ja auf dem Papier offiziell von Hallandsen die nun wertlosen Unternehmen, wie die Olsen-Holding, Olsen-Invest, Olsen-International, Olsen-Cooperation, Olsen-Export, Olsen-Import, Olsen Management usw. übernommen hat, wieder einmal verhaftet und fährt wieder ins Osloer Botsen ein. Währenddessen ist Valborgs Schwester Mutter eines Sohnes geworden und sie gehen gemeinsam mit Benny und Kjell zur Schnäppchenjagd zum Ausverkauf des Osloer Kaufhauses Steen & Strøm.

## Kritiken
„Schräger Charme - Die Olsenbande hat ihr festes Publikum, das in Kino strömen. Das ist ja gut so. Ich selbst habe mich zwar nie von der Vorzüglichkeit dieser Serie überzeugen lassen. Auch ich habe mich nicht durch diese leicht antiquierte Farcenmacherei überzeugen lassen, die stets mit einer Prise Aktualtät gewürzt wurde. Aber diesmal ist es möglich, den schrägen Charme der Serie zu verstehen - Die ersten 20-25 Minuten: Nach den ersten 25 Minuten könnte man glauben, dass der Regisseur Kunt Bohwim das Drehbuch verlegt hat und dass - immer noch bildlich gesprochen - dem Cutter die Schere auf den Fußboden gefallen ist. Wir bekommen etliche Längen zu sehen... aber zwei darstellerische Leistungen lassen sich hervorheben: Aud Schønemann hat eine ausgezeichnete Ausstrahlung, durch die sie nur einer einzigen Sekunde ihre fürsorgliche Figur und deren ewige Hausmütterlichkeit definieren kann. Und dann Carsten Byhring, der in den wenigen Szenen, wo er auftritt, die Hilflosigkeit der Kjell-Figur zum Ausdruck zu bringen versteht.“

„Gespür für die Lokation - Eins muss man jedoch Bohwim und seinen Trabanten lassen: Sie haben ein feines Gespür dafür, die Stadt (Oslo und London) einzusetzen und das was man in der Filmsprache "location" nennt. ... Das Olsen-Team Opsahl, Byhring und Holm agiert in wohlbekannten Stil und zu den vergnüglichsten Nebenfiguren gehört diesmal der Chefpolizist Sverre Wilberg.“

„Schwungvoller und temporeicher - Dieser Olsenbanden-Film hat nach meiner Meinung mehr Schwung und Tempo als die meisten Vorgänger. ( ...) Diesmal ahnt die Bande, die Chance eines illegalen Gewinns in (London), und ein frecher Diebstahls-Gimmick wird inszeniert, bei dem sich unsere Helden Beefeater-Uniformen anziehen.  Dies wird mit kleinen betrügerischen Transaktionen in unserer Hauptstadt (Oslo) verkoppelt, bei denen auch Kjell (Carsten Byhring) mitwirken darf. Wie überragt Carsten Byhring in Spielstil und Komik die anderen um eine gute Haareslänge. Diese vorsichtige, heruntergekommene Figur ... macht ein wenig Spaß. Gr. (Bjørn Granum), in Arbeiderbladet, Oslo, 29. August 1981“

## Trivia
- Die Filmsequenz nach der Sprengszene, mit dem dänischen Schauspieler Dick Kaysø wurde dagegen als einzige Szene aus dem dänischen Original "Die Olsenbande ergibt sich nie" übernommen.
- Biffen, das Dummes Schwein (Ove Verner Hansen) spielte hier auch wieder bei beiden Olsen-Versionen mit.
- Das in dem Film verwendete Legomobil wurde auch schon in dem dänischen Vorbild "Die Olsenbande ergibt sich nie" eingesetzt. Hier setzt es die norwegische Olsenbande ein, um in den Tower of London einzubrechen und um sich so den roten Koffer zu holen. Anschließend kommt dieses Mobil auch noch einmal in dem Jönssonligan-Film Varning för Jönssonligan (Dezember 1981) zum Einsatz, die aber in diesem Fall, gleich die entsprechende dänische Original-Filmsequenz benutzten. Im Gegensatz zu der schwedischen Jönsson-Bande, drehten die Norweger, die Szene mit Legomobil hier neu.[5][6]
- Im Raum des Tower of London, wo Benny und Egon den roten Koffer stehlen, liegen auch die gleichen Holz-Goldbarrenkisten mit der Bezeichnung Art & Kunst herum, die schon in der dänischen bzw. norwegischen Olsenbanden-Verfilmung Die Olsenbande stellt die Weichen sowie Olsenbanden og Dynamitt-Harry på sporet vorkommen.